# Antipodocottus
Az Antipodocottus a sugarasúszójú halak (Actinopterygii) osztályának skorpióhal-alakúak (Scorpaeniformes) rendjébe, ezen belül a kölöntefélék (Cottidae) családjába tartozó nem.

## Rendszerezés
A nembe az alábbi 4 faj tartozik:
- Antipodocottus elegans Fricke & Brunken, 1984
- Antipodocottus galatheae Bolin, 1952 - típusfaj
- Antipodocottus megalops DeWitt, 1969
- Antipodocottus mesembrinus (Fricke & Brunken, 1983)